# Яроватое
Яроватое — хутор в Калачеевском районе Воронежской области.
Входит в состав Хрещатовского сельского поселения.

## География

### Улицы
- ул. Западная.

## История
Хутор Яроватое образован в середине XIX века крестьянами-малороссами слободы Хрещатой. В 1858 году – 18 дворов и 152 жителя. К 1900 году – 55 дворов и 465 жителей. Входил в Хрещатовское земельное общество Старомеловатской волости. В начале 20-х годов – в составе Хрещатовского сельсовета Новомеловатской волости. В середине 20-х годов образуется сельхозтоварищество «Труженик». При коллективизации хозяйства хутора вошли в хрещатовский колхоз им. Будённого. В 1934 году из 76 хозяйств хутора организовали колхоз им. Молотова. В 1950 году он влился в хрещатовский колхоз имени Сталина, переименованный впоследствии в «Рассвет». В 1976 году в Яроватом 61 двор с населением 171 человек. На январь 1996 года – 43 двора и 79 жителей.